# Ribas de Miño (Saviñao)
Ribas de Miño (llamada oficialmente Santo Estevo de Ribas de Miño) es una parroquia española del municipio de Saviñao, en la provincia de Lugo, Galicia.

## Otras denominaciones
La parroquia también es conocida por el nombre de San Esteban de Ribas de Miño.

## Límites
Limita con las parroquias de Rebordaos al norte, Vilelos y Piñeiro al este, Laxe, Louredo y Diomondi al sur, y San Félix de Asma, en el municipio de Chantada, al oeste.

## Organización territorial
La parroquia está formada por siete entidades de población, constando seis de ellas en el nomenclátor del Instituto Nacional de Estadística español:

### Entidades de población
Entidades de población que forman parte de la parroquia:
- A Devesa
- Pesqueiras
- O Rego
- San Esteban (Santo Estevo)
- Torno
- Toural (O Toural)

### Despoblado
Despoblado que forma parte de la parroquia:
- A Abadía

## Demografía
| Gráfica de evolución demográfica de Ribas de Miño entre 2000 y 2021 |
|                                                                     |
| Datos según el nomenclátor publicado por el INE.                    |

## Lugares de interés
- Iglesia de Santo Esteban, de arquitectura románica, declarada Bien de Interés Cultural en 1931.
- Casa de la Abadía, rodeada por un muro de piedra, se accede a ella por un portalón con arco de medio punto. Tiene planta rectangular y una pequeña capilla exterior.